# 黑寡婦 (葉蓮娜·貝洛娃)
黑寡婦（葉蓮娜·貝洛娃）（英語：Black Widow (Yelena Belova)），是出現在漫威漫畫中的虛構女性角色。是一名間諜，並是現代主流漫畫裡第二個以“黑寡婦”為代號的人物。由德文·格雷森及傑弗瑞·格倫·瓊斯所創作，首次出現於《異人族》第5期（1999年3月）。她於“紅房子”受訓成一名間諜與刺客。原是娜塔莎·羅曼諾娃的敵人，並被派去殺害娜塔莎·羅曼諾娃，後來結成盟友。是神盾局及領航者的一員，後來加入九頭蛇，並成為超級適應體。擔任超級適應體期間，是超智機構高級議會的成員之一。於2017年，重新以“黑寡婦”的代號作為身份。

## 出版歷史
葉蓮娜·貝洛娃在短篇漫畫作品《異人族》第5期（1999年3月）中首次亮相，並在1999年由漫威騎士出版的迷你係列漫畫 《黑寡婦》中正式推出。  2001年出版的第二部迷你係列漫畫依舊以《黑寡婦》為名，但是主要描寫的對象卻是娜塔莎·羅曼諾夫和夜魔俠。 直到次年，葉蓮娜·貝洛娃才在漫威漫畫面向成人讀者的限制級廠牌漫威漫畫推出的三部曲迷你系列《黑寡婦：蒼白小蜘蛛》中出場。 在2002年6月到8月的連載故事裡，由格雷·盧卡擔任編劇，而由艾格·考蒂耶 擔任繪圖，該作閃回了她在異人族劇情之前成為第二個黑寡婦的故事。

## 人物經歷
葉蓮娜·貝洛娃是一位毫無道德觀念的間諜和刺客，曾在第一代「黑寡婦」娜塔莎·羅曼諾娃的同一名間諜大師的陪同下在“紅房子”接受培訓。 在她的教練彼得·瓦西里耶維奇·斯塔科夫斯基（Pyotr Vasilievich Starkovsky）死後，她被激活為新任“黑寡婦”並被派往調查。她逮捕並消滅了她的殺手，但沒有意識到她的謀殺和調查行動都是促使葉蓮娜宣稱自己是新的黑寡婦的一種手段。 葉蓮娜相信自己是“黑寡婦”頭銜的正確繼承者，她熱情地自願參加了使她與娜塔莎背道而馳的任務，儘管兩者之間的會面和對抗並沒有導致決定性的戰鬥。 娜塔莎稱葉蓮娜為“小個子”和“魯斯卡婭”（russkaya）（意指“俄羅斯人”），並鼓勵她找到使自己與眾不同的身份和個人身份的原因，而不是盲目地致力於自己的國家。娜塔莎隨後對葉蓮娜進行了殘酷但必要的操縱，以粉碎她對“黑寡婦”頭銜的幻想，並向她傳授間諜行業的現實 。葉蓮娜最終退休並回到古巴，成為一名成功的女商人和模特兒。
之後，葉蓮娜被神盾局派來的間諜引誘加入神盾局，並參與了在南極原野的汎金屬開採。 此後不久，她倖存於索隆的襲擊，遭受嚴重燒傷，促使她向神盾局及新復仇者聯盟報仇。
由於葉蓮娜在原野上與新復仇者聯盟對抗後遭受了衰弱性和毀容性的傷害，犯罪組織九頭蛇對葉蓮娜進行了基因改造。九頭蛇招聘了超智機構，並將她的思想轉移到一個新版本的超級適應體中。 這個物體看起來像葉蓮娜最初的樣子，直到它開始吸收力量為止。現在她具備複製新復仇者聯盟所有力量的能力，並與超級英雄團隊交戰。最終，她被鋼鐵人召喚出的四十九型裝甲及哨兵所打敗。當她被擊敗時，比起讓她透露新復仇者聯盟的情報，九頭蛇使用它們植入到她體內的遠程自毀機械裝置使她失去能力。
她之後返回到領航者工作。
在《黑暗統治》的故事線中，迦西莫多（Quasimodo）為諾曼·奧斯朋調查葉蓮娜 。葉蓮娜似乎加入了奧斯朋的雷霆特攻隊 。然而，最終發現實際上是由娜塔莎偽裝的，是尼克·福瑞派來的雙重間諜 。娜塔莎其後從雷霆特攻隊逃脫後，奧斯朋便向Scourge透露真正葉蓮娜的血泊，並警告他說她可以代替他成為雷霆特攻隊的替補。
在第一代黑寡婦娜塔莎死於在美國隊長的九頭蛇分身及在祕密帝國中的真正美國隊長的手中之後，葉蓮娜開始重新以「黑寡婦」的代號作為身份，同時亦為了紀念已故的娜塔莎。 在世界從九頭蛇的混亂中恢復過來的時候中，葉蓮娜環遊世界，刺殺了世界臭名昭著的將軍和九頭蛇的殘餘，引起了娜塔莎的前戀人－巴奇·巴恩斯（酷寒戰士）與克林特·巴頓（鷹眼）的注意。

## 能力與裝備
葉蓮娜擁有達到人類的巔峰的體能，她也接受過廣泛的軍事、武術以及間諜訓練。
她在作為超級適應體的期間被基因改造，讓她能迅速接連並複製任何人的能力，例如盧克·凱奇、鋼鐵人、驚奇女士、哨兵、蜘蛛人、女蜘蛛人和金鋼狼等。

## 其他媒體

### 電影
- 漫威電影宇宙：由佛蘿倫絲·普伊飾演「黑寡婦」葉蓮娜·貝洛娃（英语：Yelena Belova (Marvel Cinematic Universe)）。
  - 《黑寡婦》[17]（2021年）
  - 《雷霆特攻隊*》（2025年）
  - 《復仇者聯盟：末日之戰》（2026年）

### 電視劇
- 《復仇者聯盟：正義出擊（英语：Avengers Assemble (TV series)）》：動畫劇集，由茱麗・內森遜（英语：Julie Nathanson）配音。
- 漫威電影宇宙：由佛蘿倫絲·普伊回歸飾演「黑寡婦」葉蓮娜·貝洛娃。
  - 《鷹眼》[18]（2021年）
  - 《喪屍英雄》（2025年）：動畫劇集，配音演出。

### 遊戲
- 《漫威：未來之戰》：手機遊戲，葉蓮娜·貝洛娃是玩家可使用角色之一。
- 《漫威英雄 Online》

## 資料來源
1. ↑  Brevoort, Tom. . 2014-05-22  [2014-05-23]. （原始内容存档于2018-12-18）.
2. ↑  De Blieck Jr., Augie. . Comic Book Resources. 2013-07-16  [2019-06-16]. （原始内容存档于2019-06-16）.
3. ↑  參見《黑寡婦：蒼白小蜘蛛》 第3期 (2002年8月)
4. ↑  參見《黑寡婦》 vol. 1, 第1-3期 (1999年6-8月)
5. ↑  參見《黑寡婦 2》 vol. 1, 第1期(2005年11月)
6. ↑  參見《新復仇者聯盟》 vol. 1, 第5期 (2005年4月)
7. ↑  參見《新復仇者聯盟》 vol 1, 第6期 (2005年6月)
8. 1 2  參見《新復仇者聯盟年刊》 vol 1, 第1期 (2006年6月)
9. ↑  參見《漫威漫畫出品》 vol. 2, 第5期 (2008年3月)
10. ↑  參見《黑暗統治檔案》 vol 1, 第1期 (2009年4月)
11. ↑  參見《雷霆特攻隊》 vol. 1, 第128期 (2009年3月)
12. ↑  參見《雷霆特攻隊》 vol. 1, 第134期 (2009年7月)
13. ↑  參見《雷霆特攻隊》 vol. 1, 第136期 (2009年9月)
14. ↑  參見《祕密帝國: 奧米加》 vol. 1, 第1期 (2017年9月)
15. ↑  參見《懸疑故事》 vol. 1, 第100 - 101期 (2018年12月-2019年1月)
16. ↑  參見《黑寡婦》 vol. 1, 第1期 (1999年6月)
17. ↑  Lussier, Germain. . io9. 2019-07-20  [2019-06-30]. （原始内容存档于2019-07-21）.
18. ↑  Otterson, Joe. . Variety. 2020-12-03  [2020-12-03]. （原始内容存档于2020-12-03）.